# أوزنغول
أوزنغول (بالتركية: Uzungöl)‏ وهي تعني البحيرة الطويلة هي قرية تركية تقع جنوب شرقي مدينة طرابزون شمال تركيا. في السنوات الماضية أصبحت البحيرة الخلابة والوادي الذي يحيطها مناطق جذب سياحي كبيرة، وتقع البحيرة على 100 كم من وسط مدينة طرابزون وعلى بعد 19 كم من وسط مدينة تشيكارا، وقد تشكلت البحيرة من انهيار ارضي حول مجرى النهر إلى سد طبيعي في وادي نهر هالديزين. وتقع البحيرة على سفوح جبال«سوجانلي» المكسوة بالأشجار الخضراء الكثيفة، وترتفع عن سطح البحر حوالي ألفا ومائة متر، ويبلغ طول محيطها 7 كيلو متر، فهي تشتهر بجمالها الطبيعي الأخاذ، وتشكل مكانا رائعا للتجوال في الطبيعة الساحرة، والتخييم خاصة بين شهري أيار/ مايو وتموز/ يوليو، حيث الطقس المعتدل والمشمس.

## السياحة
اشتهرت أوزنغول أو أوزنجول خلال السنوات الأخيرة بجذبها السياحي، حيث تتوفر فيها المطاعم والفنادق ومحلات بيع الهدايا. كما وتشتهر القرية ببحيرة الصنوبر المحاطة بالجبال والمروج الخضراء، حيث تعتبر ذات جذب سياحي بامتياز. وينتشر بها صيد الأسماك وتحديدًا سمك السلمون النهري الذي يعيش في المياه الباردة، والذي يجعل منه الطبق المفضل لدى السياح، كما أن المطاعم هناك تجعل من القرية من أشهر الأماكن المتخصصة في طهيه. وفي السنوات الأخيرة تضاعف إقبال السياح الخليجيين والسعوديين على القرية لاسيما العوائل المحافظة  وانتشرت اللوحات الإعلانية باللغة العربية في القرية كما أصبح يزور القرية عدد من الدعاة المشهورين في الخليج والسعودية بصورة مستمرة نظراً لتواجد العائلات الخليجية الكبير بها والتي يطول بقاء بعضها لعدة أشهر في إجازة الصيف 

### أهم المعالم السياحية القريبة
يمكن اعتبار قرية أوزنجول مكانًا مثاليًا لتجربة العديد من الأنشطة في رحلة واحدة، وتعد محمية طبيعية تضم الجبال والهضاب المرتفعة والبحيرات التي تغطيها الضباب خلال الليل، ويمكن مراقبة الغزلان والحيوانات الأخرى المنتشرة فيها، وفي فصل الشتاء يغطي الثلج المساحات الخضراء فيها ليزيد القرية جمالًا، وعادةً يزور السياح قرية كاريكارا أو كما تعرف بقرية الشاي قبل الوصول لأوزنجول. ومن أهم المناطق السياحية والطبيعية فيها: 
- البحيرة: معنى تسمية أوزنجول هو البحيرة الطويلة، وذلك لوجود بحيرة الصنوبر التي تتميز بجمالها الفريد، وتعد من أكثر الأماكن الطبيعية جذبًا للسياح في القرية، وتقع البحيرة في وسط القرية وعلى ضفتها يقام مسجد يتميز بتصميمه المعماري، كما تحيط بها الغابات التي يفضل السياح التنزه فيها والتخييم على ضفاف البحيرة.
- هضبة هالديزن: تضم القرية العديد من الهضاب والمرتفعات أشهرها هضبة هالديزن الواقع في وادي هالديزن، ويزوره السياح للاستمتاع بالهواء النقي والتنزه والتقاط الصور للمناظر الطبيعية.
- السوق الشعبي: وهو أحد أهم المواقع السياحية في القرية ويسمى بسوق مولوز، ويمكن للسياح شراء الهدايا التذكارية والمصنوعات اليدوية منه.
- فرن القرية: يعد الفرن مكانًا لتجمع نساء القرية لتحضير المخبوزات والكعك، وهي من التقاليد الريفية، ويمكن للسياح الشراء منها.
- بحيرة السمك: بالرغم من صعوبة الوصول لهذه البحيرة، إلا أن زيارتها فرصة لا تعوض للاستمتاع بالمناظر الطبيعية والحصول على الراحة بعيدًا عن ضجيج المدن.
- مرتفعات السلطان مراد: تعد هذه المرتفعات مكانًا ملائمًا لرحلات التخييم للمجموعات السياحية، كما يمكن ممارسة رياضة تسلق المرتفعات والاستمتاع بمراقبة الطبيعة والحيوانات البرية والطيور.

## انظر ايضاً
- بحيرة ابانت
- السياحة في تركيا
- السياحة في اسطنبول